# Haaren
Haaren es un municipio de la provincia de Brabante Septentrional en los Países Bajos. El 30 de abril de 2017 contaba con una población de 13.992 habitantes, con una superficie de 60,72 km², de los que 0,84 km² corresponden a la superficie ocupada por el agua, con una densidad de 242 h/km². El municipio consta de cuatro núcleos de población (Biezenmortel, Esch, Helvoirt y Haaren).
En 1996 Haaren se fusionó con los antiguos municipios de Esch y Helvoirt a los que en 1997 se agregó el lugar de Biezenmortel, que anteriormente formaba parte del municipio de Udenhout. El municipio fusionado adoptó el nombre de Haaren, donde se sitúa el ayuntamiento.
Lo recorren los ríos Esschestroom, que atraviesa Eesch, Leij y Zandleij. Rico en vegetación, en su término municipal queda comprendida una parte del parque nacional De Loonse en Drunense Duinen (Loonse y las dunas de Drunen).

## Galería de imágenes

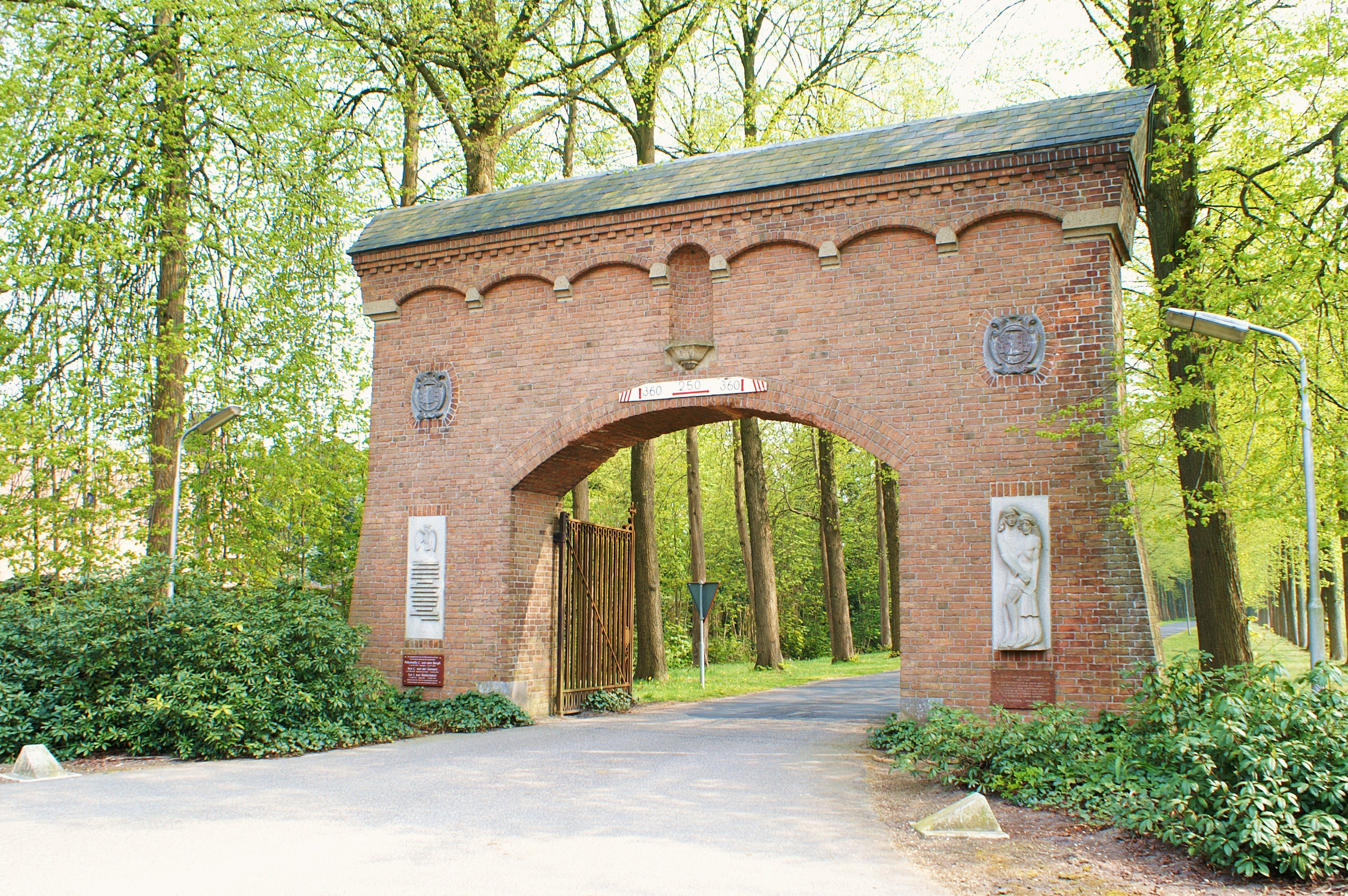
Puerta de entrada a Haerendael, antiguo seminario y campo de prisioneros durante la Segunda Guerra Mundial
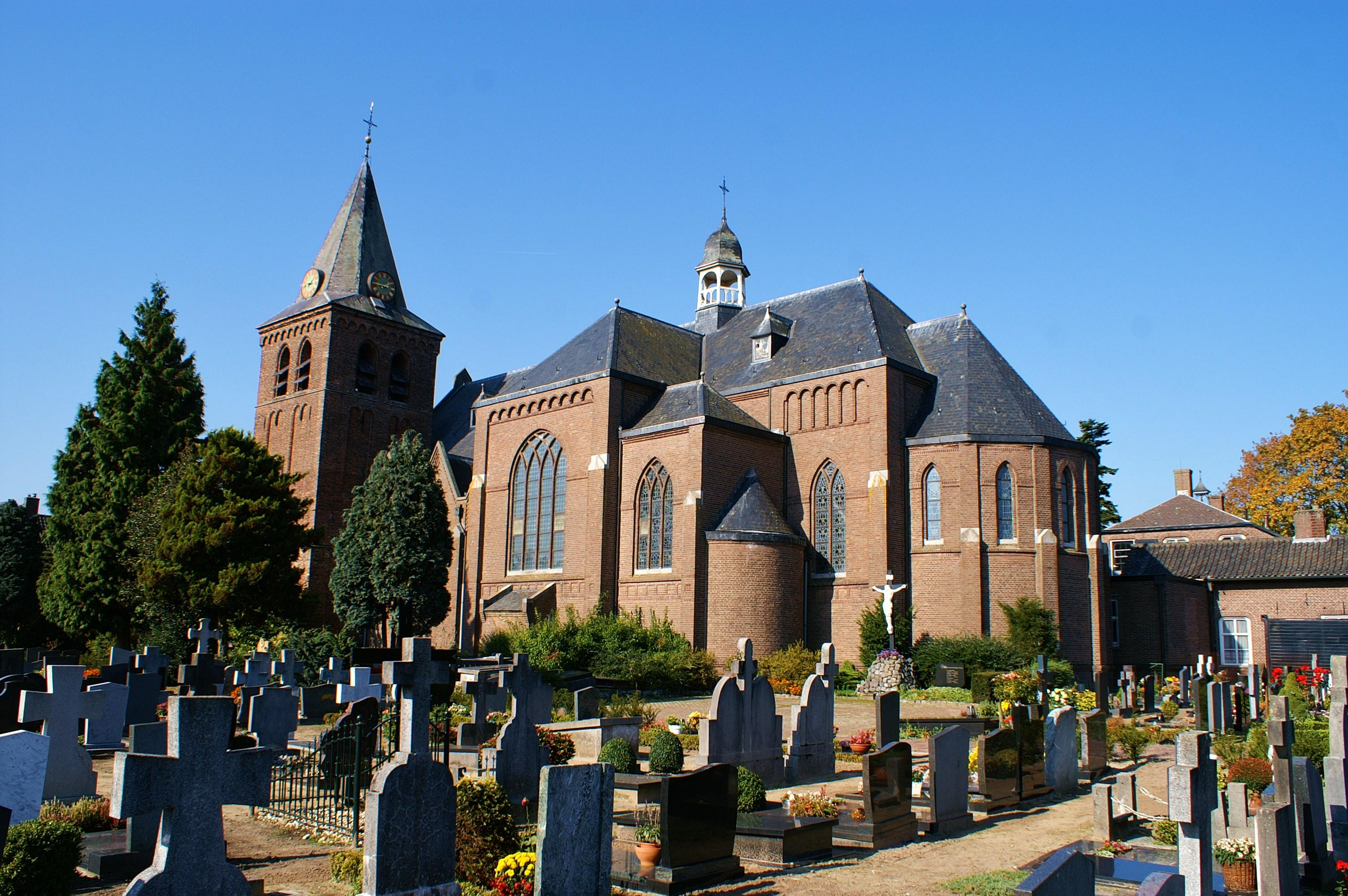
Iglesia de San Willibrord en Esch
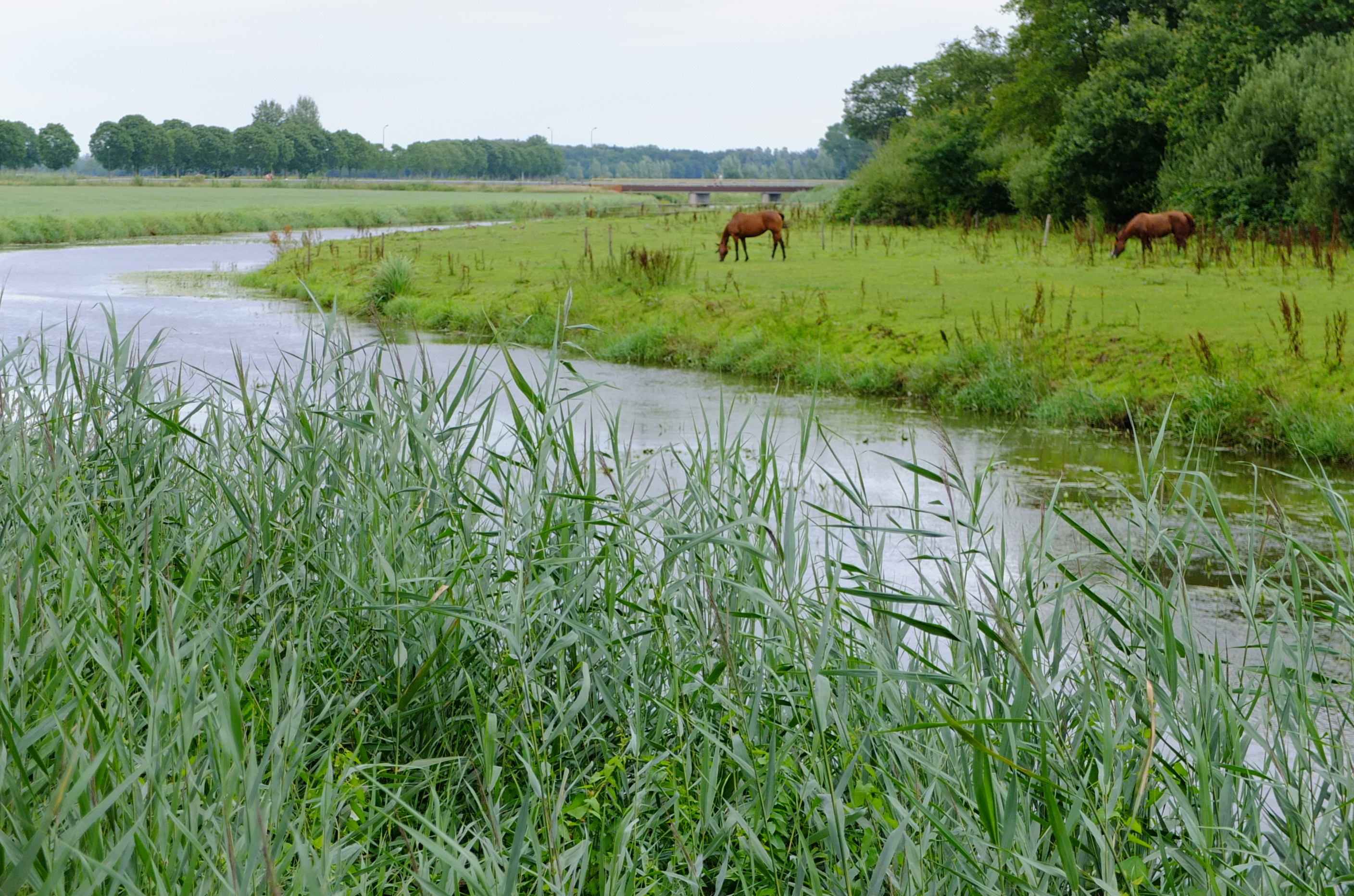
Vista del río Esschestroom
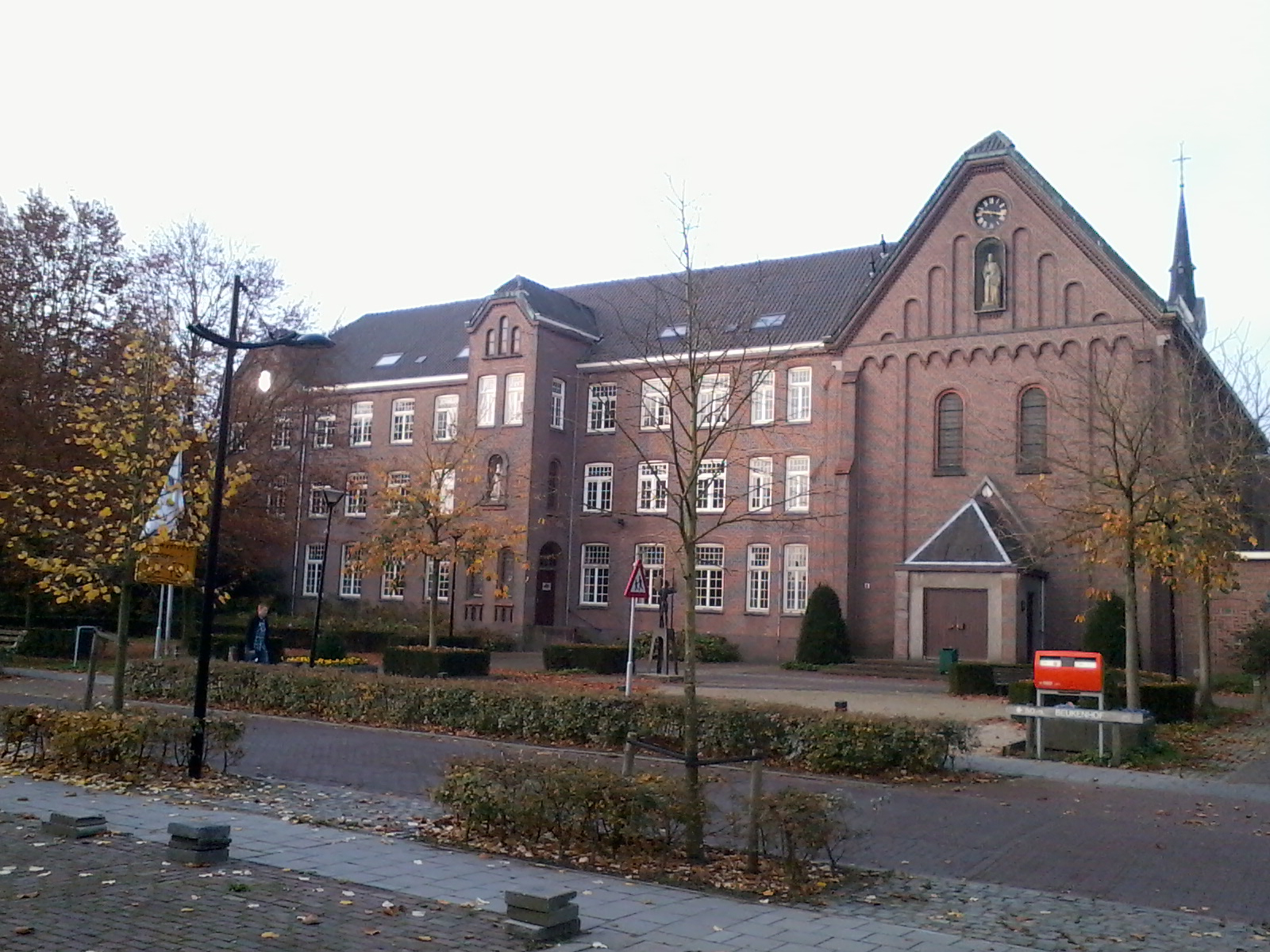
Beukenhof, antiguo convento de capuchinos en Biezenmortel